# Comoara (film din 2015)
Comoara (în franceză Le Trésor) este un film româno-francez din 2015 regizat de Corneliu Porumboiu. Rolurile principale au fost interpretate de actorii Cuzin Toma, Adrian Purcărescu și Cristina Toma. A câștigat premiul Un Certain Talent la Festivalul de Film de la Cannes din 2015.

## Rezumat
Filmul spune povestea a doi tineri care caută o comoară pierdută.

## Distribuție
Distribuția filmului este alcătuită din:
- Cuzin Toma —  Constantin Toma („Costi”), un funcționar la o primărie bucureșteană (menționat Toma Cuzin)
- Adrian Purcărescu — Adrian Negoescu, vecinul lui Costi, un mic întreprinzător particular înglodat în datorii
- Cristina Toma — Raluca, soția lui Costi, mama lui Alin
- Nicodim Toma — Alin, fiul lui Costi și al Ralucăi
- Corneliu Cozmei — Cornel, angajat al firmei lui Petrescu, specialist în detectarea metalelor
- Florin Kevorkian — șeful lui Costi, funcționar superior la o primărie bucureșteană
- Laurențiu Lazăr — Petrescu, proprietarul unei firme specializate în detectarea metalelor
- Ciprian Mistreanu — șeful postului de poliție din comuna Islaz
- Marius Coandă — polițist de la postul din comuna Islaz
- Dan Chiriac — Lică, hoțul de la Islaz
- Clemence Valleteau — Emma Dumont, funcționara franceză a băncii
- Iulia Ciochină — vânzătoarea de bijuterii
- Radu Bânzaru — vânzătorul de bijuterii
- Oana-Irina Anca — Liliana, colega de serviciu a lui Costi
- Mariana Clement — o colegă de serviciu a lui Costi
- Ramona-Gabriela Arsene — o altă colegă de serviciu a lui Costi
- Ana Maria Stegaru — fetița lui Adrian (menționată Ana Maria Stergaru)
- Alexis Gheorghe — coleg de școală al lui Alin
- Andrei Tender — coleg de școală al lui Alin
- Luca Crăciun — coleg de școală al lui Alin
- Daria Crăciun — coleg de școală al lui Alin

## Primire
Filmul a fost vizionat de 7.045 de spectatori în cinematografele din România, după cum atestă o situație a numărului de spectatori înregistrat de filmele românești de la data premierei și până la data de 31 decembrie 2020 alcătuită de Centrul Național al Cinematografiei.